# 索米夫卡
49°7′12″N 35°15′43″E / 49.12000°N 35.26194°E
索米夫卡（烏克蘭語：Сомівка）是位於烏克蘭東部的村莊，由哈爾科夫州别列斯京区的扎切皮利夫卡市鎮負責管轄。該村始建於1758年，面積1.71平方公里，海拔高度79米，2001年人口531，人口密度每平方公里311.4人。